# باميلا بلير
باميلا بلير (بالإنجليزية: Pamela Blair)‏ هي راقصة وممثلة أمريكية، ولدت في 5 ديسمبر 1949 في بينينغتون في الولايات المتحدة.

## وصلات خارجية
- باميلا بلير على موقع IMDb (الإنجليزية)
- باميلا بلير على موقع ميوزك برينز (الإنجليزية)
- باميلا بلير على موقع أول موفي (الإنجليزية)
- باميلا بلير على موقع قاعدة بيانات برودواي على الإنترنت (الإنجليزية)
- باميلا بلير على موقع قاعدة بيانات برودواي على الإنترنت (الإنجليزية)
- باميلا بلير على موقع ديسكوغز (الإنجليزية)
- باميلا بلير على موقع قاعدة بيانات الفيلم (الإنجليزية)